# 印度捷特航空
捷特航空，是印度一家私營航空公司，以孟買國際機場為基地，在印度本地及國際市場提供超過300個定期航班，來往於全球74個城市。停業前，捷特航空是印度國內線目前規模第二大的航空業者，佔有率僅次於靛藍航空，但在國際航線、載客人次及市場佔有率而言，則是規模最大的航空公司。
捷特航空於1992年4月正式登記為有限公司，並於1993年開始提供「空中的士」服務、並於1995年開始運營定期航班，並於 2004 年增加了國際航班。因應公司發展，捷特航空分別於2005年和2007年公開上市，同時收購同業撒哈拉航空。在印度廉價航空公司興起後，捷特航空因應競爭而降低了票價，從而影響自身業績，導致產生虧蝕。2017年10月，其國內航線帝場佔有率由2016年2月的21.2%跌至17.8%，僅次當時低成本航空靛藍航空。在塔新航空成立前，捷特航空是印度航空之外，印度的另一間全服務航空公司。 2019年4月17日，捷特航空宣布由于无法筹集到资金，即日起正式停飞，但計劃於2022年重新運營。

## 歷史

### 創立與成長（1992－2009）
捷特航空於1992年4月1日註冊成立，1994年1月，正式更改名稱為捷特航空，並於1995年1月14日運營定期航班﹐當時的用機為向租賃公司租用的波音737-300客機營運。於1995年1月14日被印度民航局授予營運定期航班的權力，並與國家航空公司印度航空競爭。而印度航空成立於1953年，其依據1953制定的舊民航法營運，1994年1月，舊民航法被廢除，印度開始出現多家私營航空公司，捷特航空為其中一家，並馬上加入國內市場的競爭。
捷特航空在2004年3月開辦其首條國際航線，來往欽奈及斯里蘭卡首都可倫坡。同年12月28日於孟買股票交易所上市After the Government lifted the foreign ownership limits on Indian airlines to 49% from the previous 40%, the airline moved to raise funds via an IPO.，在印度政府修改法例，把外資對航空公司的擁有權限制從40%提高到49%後，靛特航空開始通過IPO籌集資金，於2005年2月首次公開招股中發行了20%的股票，引起了投資者的強烈興趣，導致零售、非機構和機構部分超額認購，並從中集資了189億盧比，令公司創辦人Naresh Goyal成為數字上的億萬富翁。2004年底，政府開放國際市場，令私營航空公司可以運營國際航班，而捷特航空則於2005年1月瘦得印度來往倫敦希思路機場的航權，Then in January 2005, the Ministry of Civil Aviation granted rights to Jet Airways to operate services to London Heathrow.The airline started its first international, long-haul flight to London in May 2005並於同年5月首飛，當時用機為從南非航空租用的兩艙版空中巴士A340-300客機。
捷特航空於2006年1月宣佈以5億美元現金收購撒哈拉航空，使其成為印度航空史上最大的收購交易，亦令捷特航空成為印度規範最大的航空公司。而併購最終於在2007年4月12日完成，唯價格下跌至14.5億元盧比（1億9000萬美元）。被收購後，撒哈拉航空改名為JetLite，定位為低成本航空公司及傳統航空公司之間。2008年8月，捷特航空與JetLite品牌作出整合。2008年10月，因受環球金融風暴的影響，捷特航空辭退1,900名雇員，但其後因印度民航局插手干預而作擺。 同月，捷特航空宣佈與競爭對手翠鳥航空結盟，其中推行了國內外航班、燃料管理、地勤服務、代碼共享、共用員工和飛行常客方案的合作項目，以減少開支。2009年5月8日，捷特航空推出低成本品牌Jet Konnect，提供短途航班服務。

### 印度最大航空業者（2010－2019）
2010年第三季，捷特航空的印度航空市場佔有率為26.9%，成為佔有率最高的航空公司，而同期翠鳥航空則佔19.9%市場份額。
2011年6月，捷特航空正式禁止在托運行李中攜帶魚、蟹、肉、家禽等肉類產品和液態物品，成為印度第一家實施這種禁令的航空公司。
2012年3月25日，捷特航空將JetLite品牌併入Jet Konnect並在翠鳥航空倒閉後開始提供商務艙座位。
2012年7月，捷特航空正式向政府申請加入航空聯盟星空聯盟，唯最後未能成事。於2012年9月，印度政府宣佈外國航空公司可以持有印度航空公司高達49%的股權。2013年，阿提哈德航空在印度政府公佈有關消息後，表示計畫購買捷特航空約3億3000萬美元，即49%股權。最終交易於2013年11月12日完成，並以3億7千9百萬美元的金額購買24%的股權。公司創辦人Naresh Goyal則繼續持有51%1的股份。
2013年，由於乘客需求下降，捷特航空決定降低票價，並與低成本航空公司靛藍航空和香料航空進行票價競爭。2013年2月，由於股價下跌，捷特航空市值下降了48億盧比（7200萬美元）。在2013-14第三季財政年度，捷特航空獲到盈利。2014年8月11日，捷特航空宣布，將在年底淘汰結束期下品牌Jet Konnect的營運，計劃重新定位為全服務航空公司，並於2014年12月1日完成與Jet Konnect的合併，成為印度第三家服務全面的航空公司。2015年12月，公司決定於2016年3月27日把歐洲的樞紐從布魯塞爾機場遷至阿姆斯特丹史基浦機場。截至2016年2月，該航空公司是印度國內線目前規模第二大的航空業者，其國內線市場佔有率僅次於靛藍航空；但在國際航線、載客人次及市場佔有率來看，則是規模最大的航空業者。

### 金融危機和服務暫停 （2019-2021）
截至2018年11月，由於虧蝕增加，據報導捷特航空的財務前景轉差。2019年3月，報導指捷特航空的近四分之一的飛機由於未付租賃費而停飛。2019年3月25日，創辦人及主席Naresh Goyal和他的妻子辭去董事會職務。
同年4月5日，印度石油公司因未支付所需費用而停止向捷特航空提供燃料。2019年4月12日，由於缺乏可用飛機，捷特航空宣布暫停所有東印度航班和所有國際航班。4月17日，由於貸方拒絕40億盧比的緊急資金，捷特航空全面停運，其國際航空運輸協會（IATA）的成員資格亦被暫停。6月17日，因阿提哈德航空和印度方面未有可接受的注資計畫，捷特航空的貸款人決定將該公司轉介至國家公司法法庭（NCLT），以進入破產程序，當時公司共手持為12億美元債務。根據民航部長Hardeep Singh Puri的說法，捷特航空的客機閒置於31個不同機場。
2020年，Enso Group嘗試用俄羅斯遠東發展基金拯救捷特航空，並參加了從債權人委員會（COC）購買控制股權的會談，但最後未能成功。

### 重新出發（2022－）
因應債權人批准了來自企業家穆拉里拉爾·雅蘭（Murari Lal Jalan）和資產管理公司Kalrock的競標，捷特航空計畫於2022年第一季恢復營運。 於2021年6月22日，NCLT批准了兩間公司提出的收購決議。NCLT期後給予印度民航部90天，以及分配機場航權予捷特航空。新捷特航空預計2022年夏天重投服務，初時會營運六架飛機，並以全服務航空公司型式提供服裝。

## 企業事務和身份
捷特航空的總部位於孟買的市中心安泰。原計畫其設於格勒中心，並租用六層辦公室，唯航空公司期後自行建築在安泰，從孟買賈特拉帕瓦吉國際機場開車駕駛時間需時15分鐘。
新捷特航空的總部位於德里國家首都轄區

### 子公司
JetLite
JetLite原為成立于1991年9月20日的撒哈拉航空，是捷特航空的全資附屬公司，於1993年12月3日開始營運，當時機隊為兩架波音737-200客機。最初服務主要集中在印度北部，並以德里為基地。在2007年4月12日上捷特航空接管了撒哈拉航空，在2007年4月16日時空公司更名為JetLite。JetLite以波音737新一代客機和龐巴迪CRJ-200ER機隊營運。2012年3月25日合併後與Jet Konnect同時停止操作。龐巴迪飛機被淘汰，但波音737仍服務於JetLite。JetLite為低成本及傳統型式混合的航空公司，提供在機上付費餐飲服務。
JetKonnect
JetKonnect是捷特航空旗下低成本的品牌，於2009年5月8日從JetLite分割，並以波音737新一代客機的飛行。Jet Konnect的成立是捷特航空希望把虧損航線轉移至較少型之機隊及機型，轉移利潤航線的乘客搭乘更大的飛機。捷特航空指，推出低成本品牌是採取避免監管的延誤及將多餘的飛機和資產從捷特航空移動到JetLite及JetKonnect。JetKonnect為低成本航空公司，提供在機上付費膳食服務。JetKonnect在2012年3月25日合併到捷特航空旗下。

## 目的地
停運前，捷特航空共營運67條航線，47條為國內航線，20條為國際航線，航線覆蓋亞洲、歐洲和北美洲19個國家。2005年，捷特航空開辦英國倫敦航線，是其第一條長途航線。2007年，捷特航空於比利時布魯塞爾機場設立樞紐，希望借此經由大西洋連接加拿大和美國，而在2016年3月27日後，樞紐已經被阿姆斯特丹史基浦機場所取代。
但由於經濟衰退，捷特航空停辦了艾哈迈达巴德至倫敦、伯明翰至布魯塞爾、阿姆利則至倫敦、班加羅爾至布魯塞爾，孟買經上海至三藩市和及布魯塞爾至紐約甘迺迪機場的航線，同時亦將其擴張計劃無限期延遲，並租出7架波音777-300ER飛機以減少虧蝕。所有北美航班以空中巴士A330取代波音777-300ER，並於2009年賣出將要交付的一部波音777客機，同時推遲所有新飛機交付。
捷特航空曾計劃在2011年底恢復孟買至上海的航線，但最終未能成事。而歐元區國家的經濟危機惡化，捷特航空還停辦了德里至米蘭的航線。

### 代碼共享
停運前，捷特航空共以下航空公司代碼共享協議：
- 墨西哥國際航空
- 加拿大航空
- 法國航空[51]
- 塞舌爾航空
- 全日空航空
- 意大利航空[52]
- 曼谷航空[53]
- 中國東方航空
- 達美航空
- 阿提哈德航空
- 加魯達印尼航空[54]
- 香港航空
- 捷星亞洲航空
- 肯亞航空
- 荷蘭皇家航空
- 大韓航空
- 馬來西亞航空
- 澳洲航空
- 越南航空[55]
- 維珍航空

捷特航空也有和歐洲鐵路服務有代碼共用協定。

## 機隊

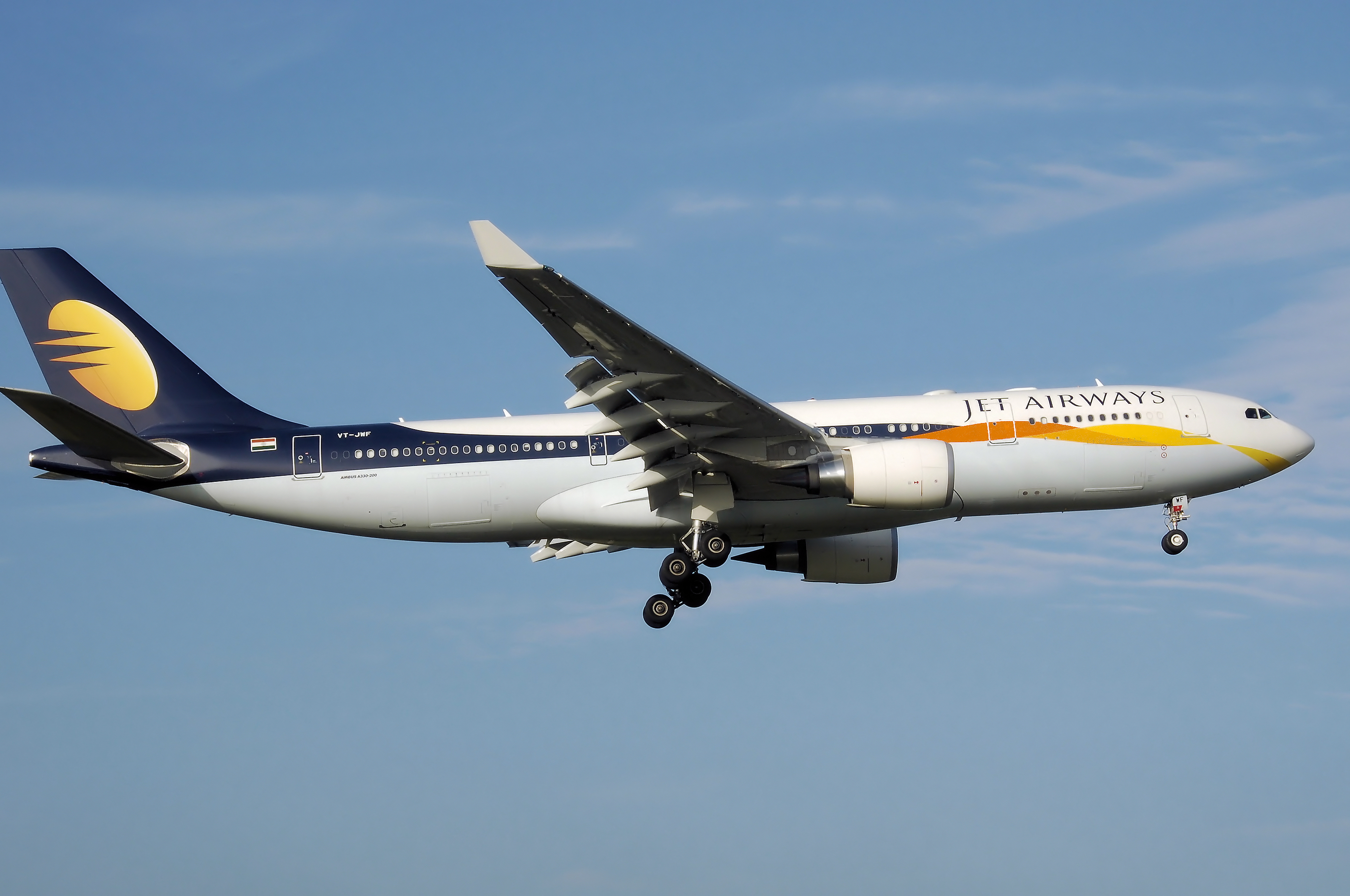
捷特航空的A330-200

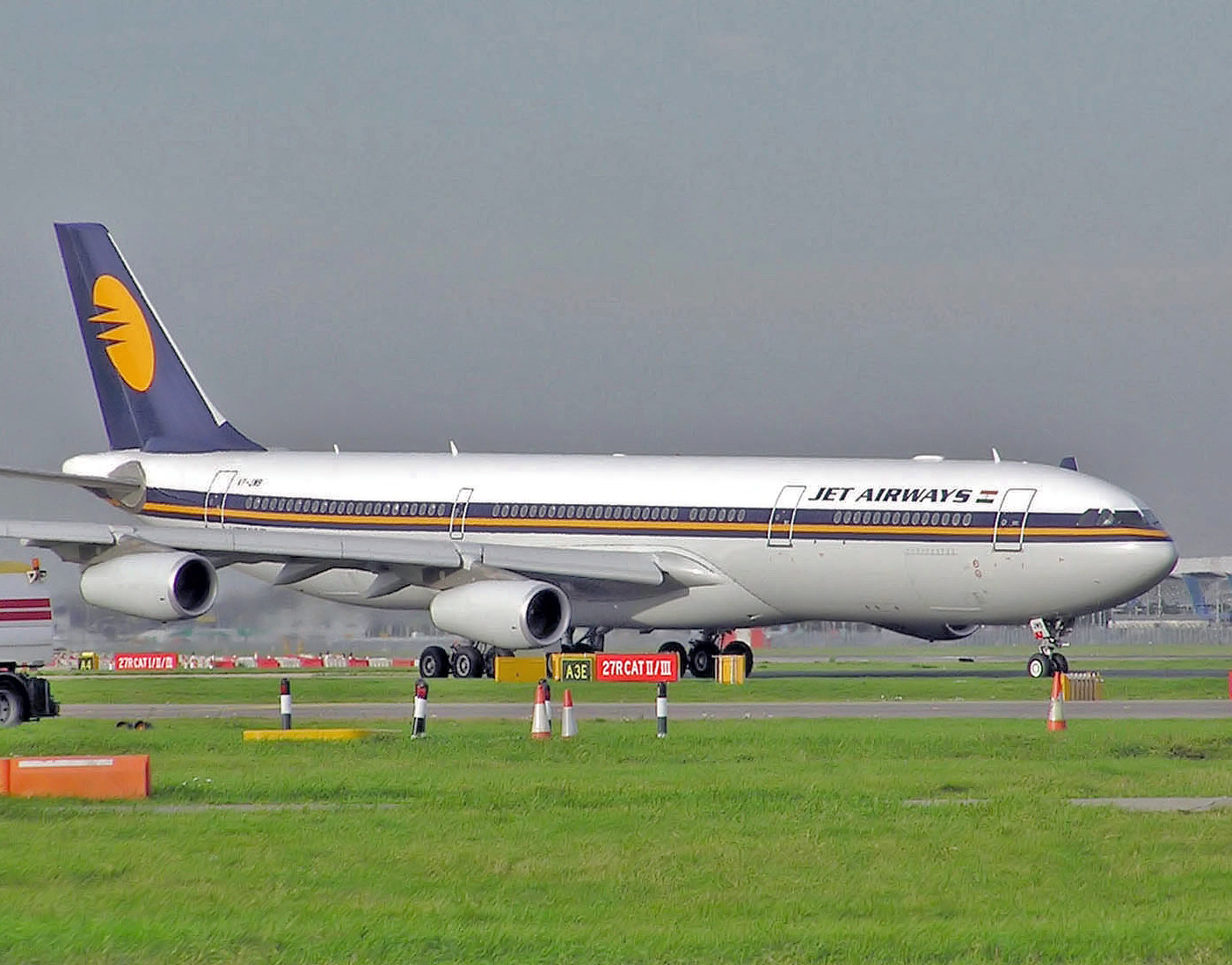
一架帶有捷特航空舊涂装（1993-2007年）的A340-300，在2005年於倫敦希斯路機場出現

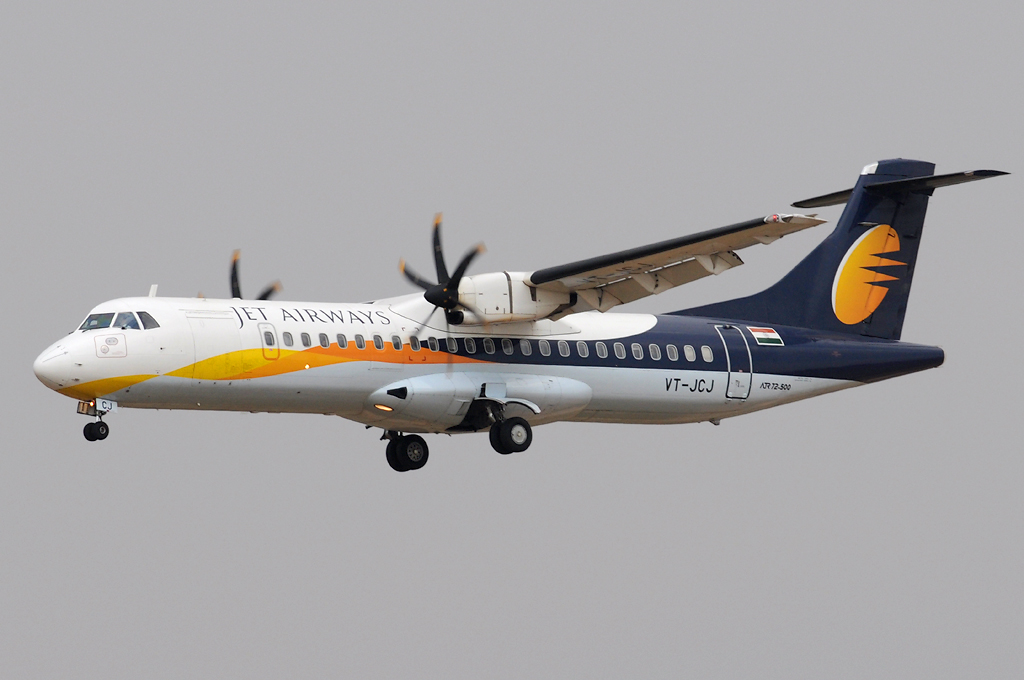
捷特航空的ATR 72-500

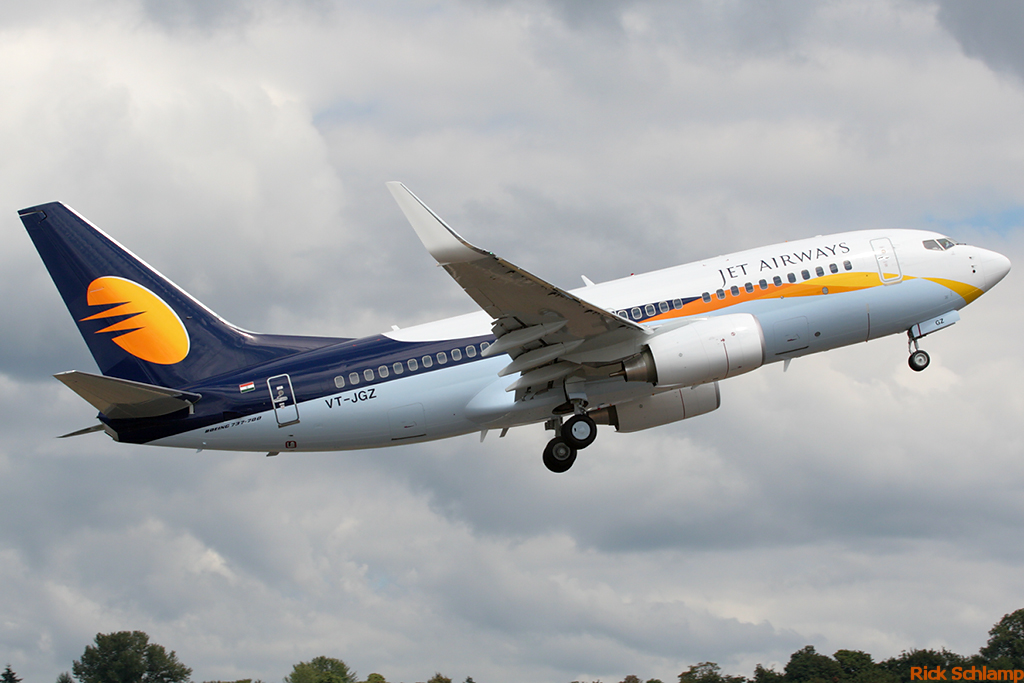
捷特航空的波音737-700從欽奈起飛

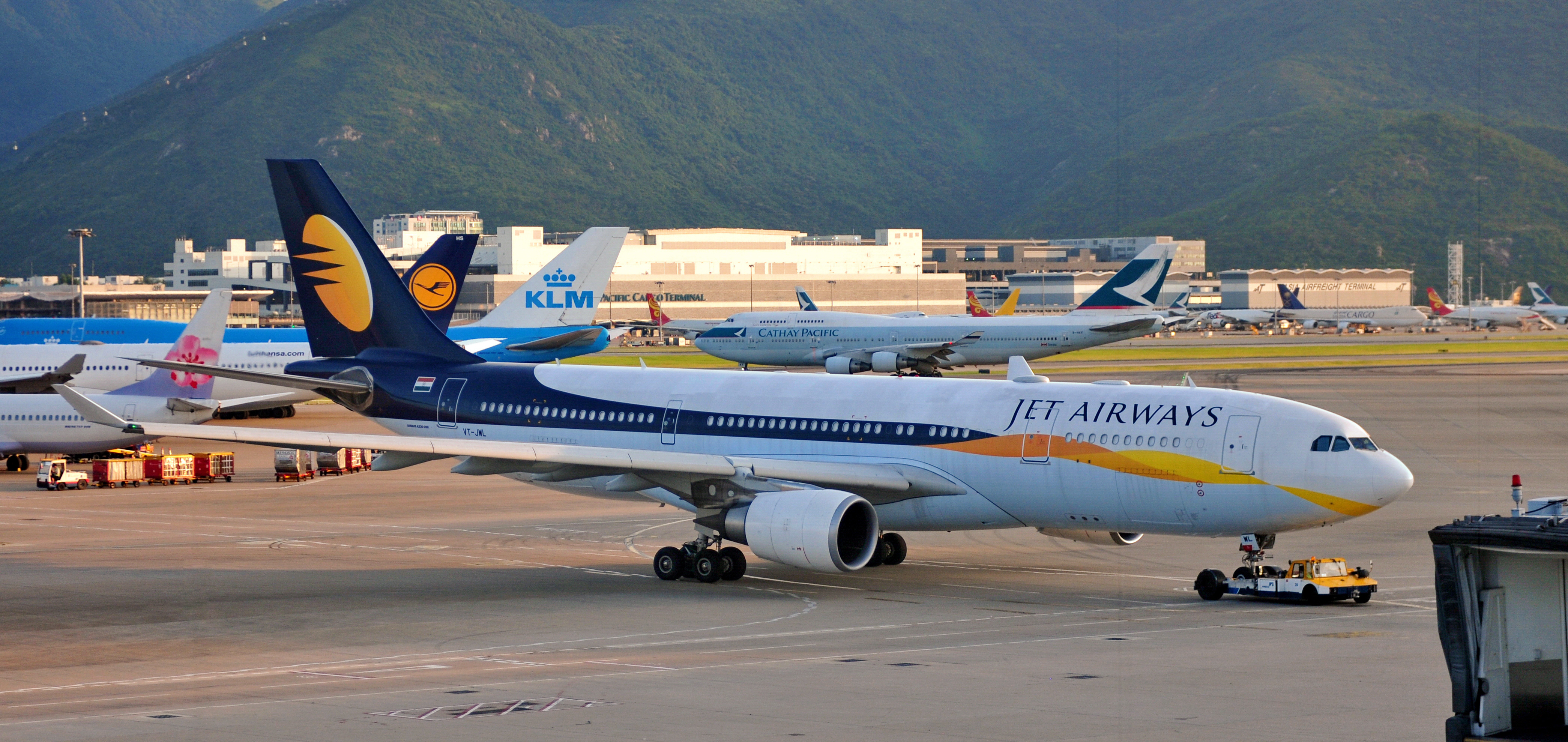
捷特航空的空中巴士A330-202在香港國際機場

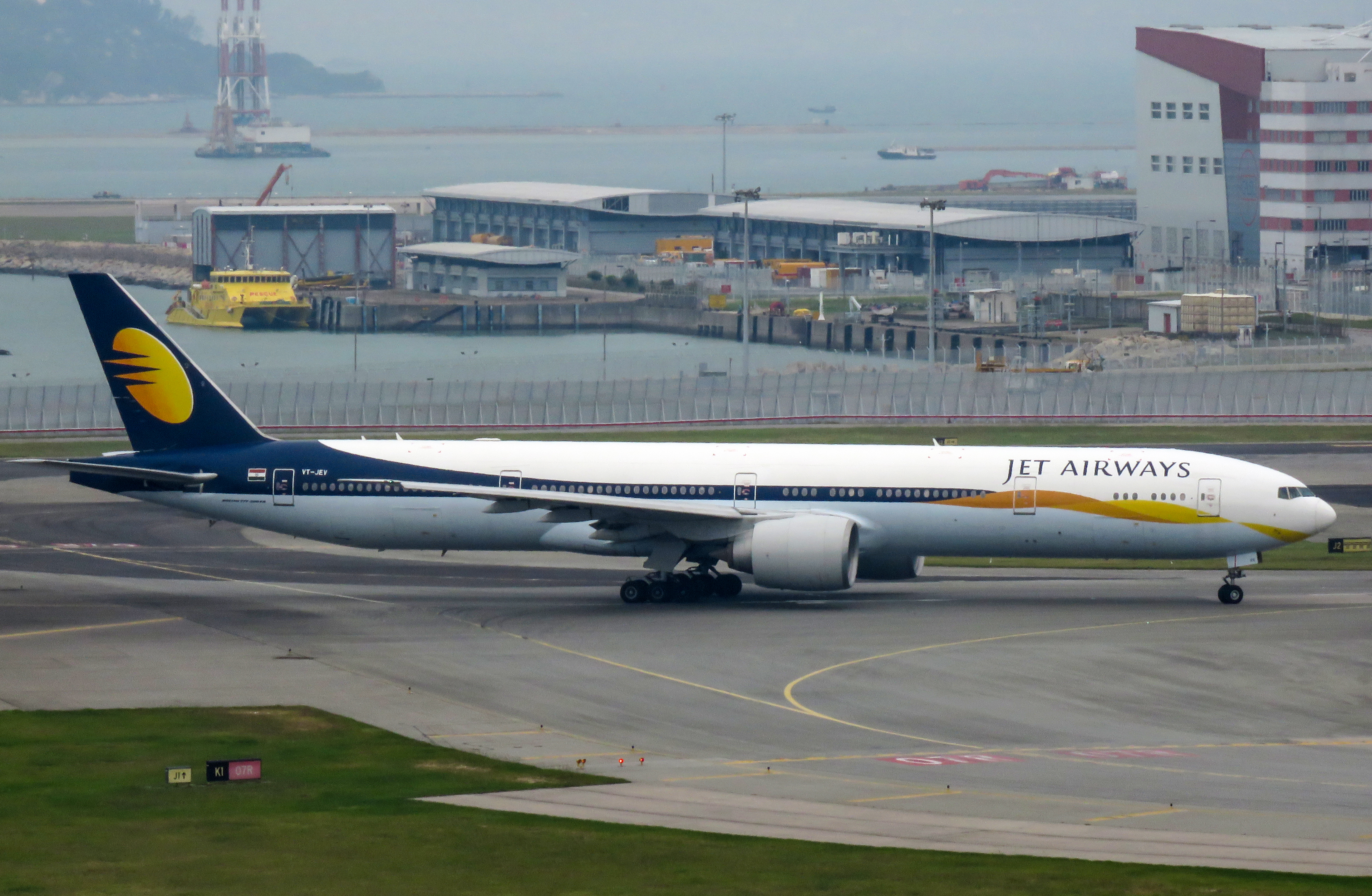
捷特航空的波音777-300ER在香港國際機場

截至2021年，捷特航空機隊如下：

## 員工制服
1993－2007
捷特航空原始制服是海軍藍色、灰色光和鉻黃。飛機頂部和底部被繪上淡灰色和深藍色背景為飛行的太陽標誌。
2007－2019
捷特航空現今制服是2007年推出的。設計保留暗藍色和金子帶重音符號配色的捷特航空以前企業標識，以及航空公司的"飛行太陽"徽標。新的制服，新添加黃色和金色的絲帶。同時引入了新的黃色制服，由義大利設計師羅伯托設計的。

## 服務
國際長途客艙
捷特航空全面升級座艙配置，以因應其接收新的空中巴士A330-200和波音777-300ER飛機。空中巴士A330-200飛機配置有兩艙等：商務艙和經濟艙。波音777-300ER飛機提供三艙等服務：頭等艙、商務艙和經濟艙。標榜全面服務的捷特航空公司，所有座位均提供免費餐點。
頭等艙
捷特航空只於波音777-300ER機隊上設置頭等艙。所有座位可完全平躺成座床，類似新加坡航空頭等艙的座艙。其頭等艙座位配置23英寸寬屏LCD顯示幕、音訊視頻的點播系統（AVOD）、降噪耳機、行動電源和USB埠等。捷特航空同時亦是世界上第二間設立私人頭等座艙的航空公司，亦是第一家提供全封閉式頭等艙的印度航空公司，每個座艙都有完整的門，作為一個私人的隔間。
商務艙
空中巴士A330-200和波音777-300ER廣體客機均已設置AVOD娛樂系統及完全平躺的座椅。配置分別為：波音777-300ER，1-2-1；空中巴士 A330-200，1-1-1。與每個提供直接可走到走道的座位配置的席位。每個商務艙座位皆有15.4英寸液晶電視與 AVOD娛樂系統。提供的USB埠和筆記型電腦電源。所有座位都是標準躺椅。商務艙座椅多幾個較新的飛機機艙設備與電子傾斜控制器和電子按摩器。
經濟艙
所有A330-200/777-300ER客機經濟艙均有32英寸座椅間距。A330-200/777-300ER的經濟艙座椅均有"搖籃式"吊掛螢幕。空中巴士A330-200配置為2-4-2，和最近改變了配置，波音 777-300ER原為3-4-3。後更改為3-3-3以增加收入。每個經濟艙座位均有一個個人10.6英寸的觸控式螢幕與AVOD液晶電視。
國際短途及國內線客艙
新一代波音737飛機的機艙中均有商務艙和經濟艙配置。ATR 72-500只有經濟艙配置。只有商務艙有個人的觸控式螢幕與AVOD液晶電視連接到每個座位。商務艙配置2-2並列模式。新一代的波音737噴射航空公司擁有經濟艙30英寸座位間距與每個座位後面的個人寬屏液晶。捷特航空是世界上第一家航空公司引進波音737飛機的機上娛樂系統。經濟艙艙3-3中，配置並列模式。ATR 72-500上並列模式 2-2。
機上娛樂
捷特航空松下eFX IFE主機板啟動波音737-700/800的娛樂系統。松下eX2系統啟動波音777-300ER及空中巴士A330-200的娛樂系統，稱為"JetScreen"，提供音訊視頻的點播節目 (乘客可以啟動、停止、後退和快轉)。它有超過100部電影、80部電視節目、11個音訊通道和光碟庫的125個音樂頻道。系統操作器皆在每個座位，個別的觸控式螢幕顯示器，並在所有類別中均可用。在2012年下半年，捷特航空介紹了關於其空中巴士A330-300，稱為匯出的功能。允許乘客利用外掛程式將他們個人的蘋果設備如Ipod、Ipad和Iphone插座插入位於下面的視頻螢幕出口插座。這將允許乘客在飛行期間觀看他們自己的媒體。
機場候機大廳
捷特航空公司貴賓室提供給擁有天合聯盟會員的乘客，以及JetPrivilege白金和黃金卡會員。在布魯塞爾國際休息室，有淋浴、商務中心、娛樂設施和兒童遊樂區。

## 榮譽
- 最佳服務獎
- 最佳商務艙
- 最佳整體娛樂
- 印度最受歡迎航空公司
- 最佳技術運輸可靠性
- 北亞洲地區最佳貨運航空公司
- 最佳國內航空公司獎
- 印度最受尊敬的公司
- 最佳的東行線航空公司
- 印度最佳的國內航空公司
- 印度最佳航空公司

## 備註
1. ↑  包括捷特航空、JetLite 和 Jet Konnect。